# البطولات الفرنسية 1965 (كرة مضرب)
قائمة بطولات دورة رولان غاروس الدولية لعام 1965 (المعروفة الآن بدورة رولان غاروس) :

## الكبار

### فردي رجال
Fred Stolle هزم  Tony Roche, النتيجة: 3-6 6-0 6-2 6-3

### فردي سيدات
Lesley Turner هزمت  مارغريت سميث كورت, النتيجة: 6-3 6-4